# Mazury (kolonia w województwie łódzkim)
Mazury – kolonia w Polsce, położona w województwie łódzkim, w powiecie bełchatowskim, w gminie Bełchatów.
W latach 1975–1998 miejscowość należała administracyjnie do województwa piotrkowskiego.